# Beatriz Daphne Tioseco
Beatriz Daphne Tioseco es una deportista filipina que compitió en taekwondo. Ganó tres medallas de bronce en el Campeonato Asiático de Taekwondo entre los años 1990 y 1994.

## Palmarés internacional
| Campeonato Asiático | Campeonato Asiático    | Campeonato Asiático | Campeonato Asiático |
| Año                 | Lugar                  | Medalla             | Categoría           |
| ------------------- | ---------------------- | ------------------- | ------------------- |
| 1990                | Taipéi (Taiwán)        | Medalla de bronce   | –70 kg              |
| 1992                | Kuala Lumpur (Malasia) | Medalla de bronce   | +70 kg              |
| 1994                | Manila (Filipinas)     | Medalla de bronce   | +70 kg              |